# Péter Árvai
Dans le nom hongrois Árvai Péter, le nom de famille précède le prénom, mais cet article utilise l’ordre habituel en français Péter Árvai, où le prénom précède le nom.
Péter Árvai, né le 26 octobre 1979 à Karlskoga est un entrepreneur suédois d'origine hongroise. Il est l'un des cofondateurs de Prezi.
Arvai est issu d'une famille d'origine hongroise qui s'est installée en Suède avant sa naissance. Peter a obtenu son baccalauréat de l’Université de Stockholm, où il a également obtenu une maîtrise en 2006.